# Eta (orkaan)
Orkaan Eta is (op 6 november 2020) een actieve tropische depressie boven de Caraïbische Zee. Eta was de negenentwintigste depressie, achtentwintigste storm, twaalfde orkaan, vijfde majeure orkaan en de sterkste storm van het Atlantisch orkaanseizoen 2020. Het pad van Eta was vergelijkbaar met die van eerdere cyclonen in oktober, zoals Gamma, Delta en Zeta, maar dan iets zuidelijker. De storm bleef voor meerdere dagen boven Centraal-Amerika, waardoor daar veel schade werd aangericht door regen. Eta is de sterkste Noord-Atlantische tropische cycloon met een Griekse naam, een record dat van orkaan Epsilon werd afgenomen. Vanwege de vergelijkbare routes, sterkten en schade werd Eta vaak vergeleken met orkaan Mitch.